# Hoplorana nigroscutata
Hoplorana nigroscutata là một loài bọ cánh cứng trong họ Cerambycidae.